# Aloysius Regenbrecht
Aloysius Regenbrecht (* 15. März 1929 in Peterswalde, heute Pietrzwald, Ostpreußen; † 29. November 2004 bei Münster) war ein deutscher Pädagoge.

## Leben
1950 bestand  Regenbrecht in Lingen (Ems) das Abitur. Er studierte in Alfeld (Leine) das Volksschullehramt, wechselte dann in die Wissenschaft und wurde 1955 von Alfred Petzelt zum Dr. Phil promoviert.
Es folgten Lehrertätigkeit an einer Volksschule im Landkreis Osnabrück und Vortragstätigkeiten, an der Landjugendakademie Klausenhof in Dingden (Westf.). 1958 wurde Regenbrecht wissenschaftlicher Assistent an der Pädagogischen Hochschule in Vechta (Oldenburg). Ab 1961 übernahm er eine Dozentur und später dann eine Professur für Schulpädagogik und Allgemeine Didaktik an der Pädagogischen Akademie Dortmund. 1965 wurde Regenbrecht zum ordentlichen Professor für diese Fachgebiete an der Pädagogischen Hochschule Westfalen-Lippe, Abteilung Münster ernannt, der er 1969–1970 als Rektor vorstand. 1967 begann er mit dem konzeptionellen Aufbau einer Gesamtschule, der Friedensschule Münster.
Zu seinen Tätigkeiten gehörte die Initiative zur Gründung des Münsterschen Gesprächskreises für wissenschaftliche Pädagogik. Seit 1983 tagte der Gesprächskreis jeweils zwei Wochen vor Ostern für drei Tage in Münster und richtete Vorträge und Gesprächskreise  Fragen der Pädagogik aus. Regenbrecht war dort Vorstandssprecher und Leiter sowie Teilnehmer vieler Arbeitsgruppen, die die Fachtagungen ausrichteten. Sein besonderes pädagogisches Interesse galt den Problemen moralischer Erziehung sowie der Schulorganisation. Nach der Zusammenlegung von Pädagogischen Hochschule und Universität war Regenbrecht Mitglied und zeitweilig Geschäftsführender Direktor des 'Instituts 4' für Theorie der Schule und der Bildungsorganisation des Fachbereichs IX, Erziehungswissenschaft. 1994 wurde Aloysius Regenbrecht emeritiert. Er starb 2004 bei Münster und wurde in Lingen beerdigt.